# Крепдешин

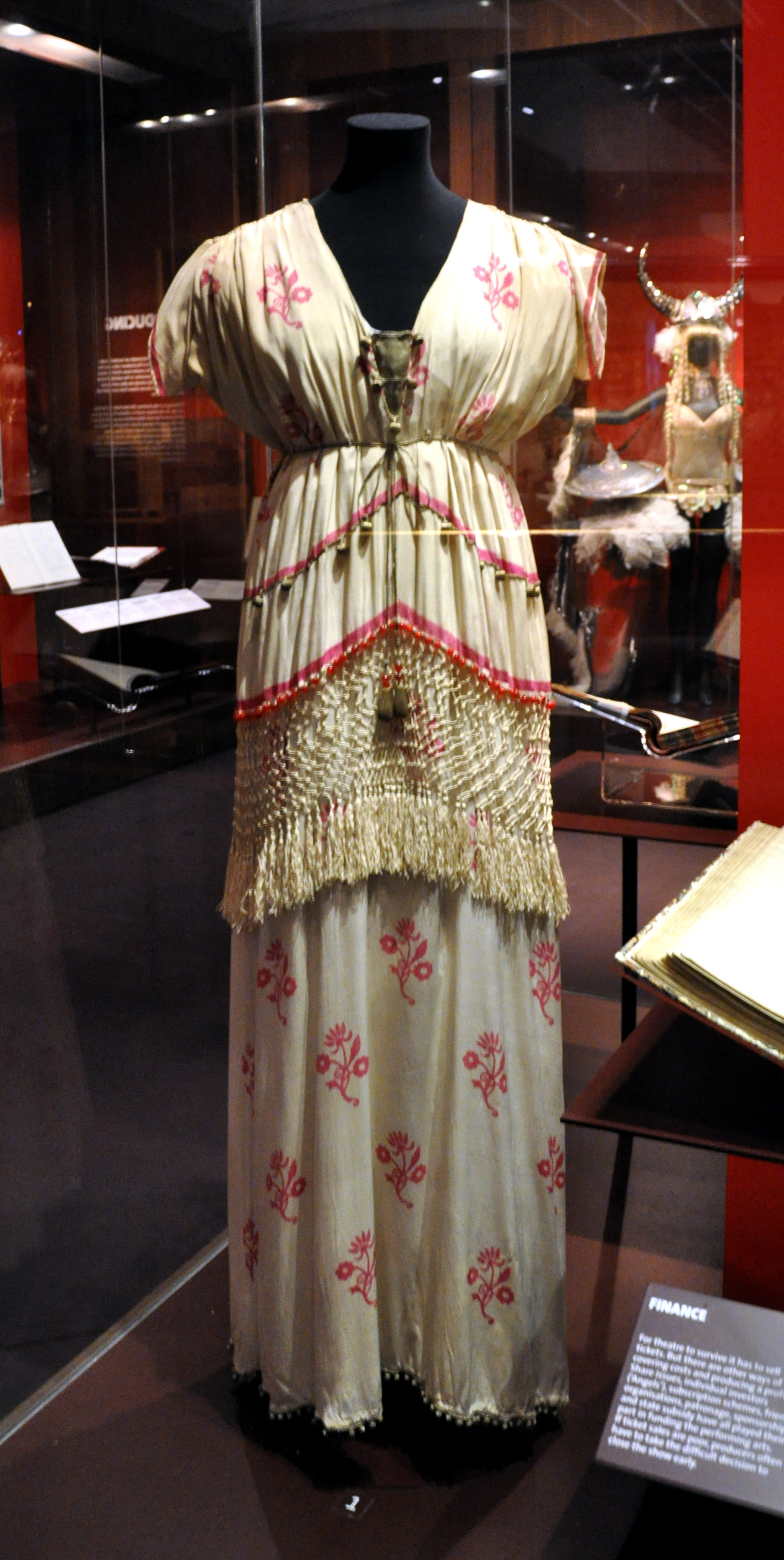
Сукня з крепдешину — костюм Єлени для комедії «Сон літньої ночі». Музей Вікторії та Альберта

Крепдеши́н (фр. crêpe de Chine — «китайський креп») — класична напівкрепова тканина полотняного переплетіння. Крепдешин отримують з шовкових ниток: основа складається з шовку-сирцю, утік — з ниток крепового скручення.
Крепдешин має злегка зернисту поверхню, м'який характерний блиск. Випускають його як вибіленим, так і фарбованим у різні кольору, з набивним малюнком. З крепдешину шиють жіночі сукні, блузки, косинки, хустки, шарфи та ін.